# کاپیتان ران
کاپیتان ران (به انگلیسی: Captain Ron) فیلمی محصول سال ۱۹۹۲ و به کارگردانی تام ابرهاردت است. در این فیلم بازیگرانی همچون کرت راسل، مارتین شورت، مری کی پلیس، میدو سیستو، بنجامین سالزبری، دان باتلر، تام مک‌گوان، روزلین سانچز و پل آنکا ایفای نقش کرده‌اند.